# 天主教采列教區
天主教采列教區（拉丁語：Dioecesis Celeiensis）是羅馬天主教在斯洛文尼亞的一個教區。屬馬爾博爾總教區。2006年4月7日升為教區。
2011年，有237,864名教友，估轄區總人口81%，有112個堂區、125名司鐸、2名終身執事、42名修士、35名修女。教區主教為達尼老·利波夫舍克。